# Голяма Драгойна
Голяма Драго̀йна е връх в рида Драгойна в северната част на Източните Родопи с надморска височина 813,6 m. Разположен е в землището на община Първомай, на орографската граница с Горнотракийската низина. На Драгойна е разположен археологически обект с площ един декар. Светилището е обитавано от 13 до 3 век пр.н.е., а крепостният зид е вдигнат през 5 век пр.н.е.